# Opperste Sovjet van de Letse Socialistische Sovjetrepubliek
De Opperste Sovjet van de Letse Socialistische Sovjetrepubliek (Ests: Latvijas PSR Augstākā Padome, AP) was de benaming van de opperste sovjet (wetgevende vergadering met bepaalde uitvoerende bevoegdheden) van genoemde sovjetrepubliek en bestond van 1940 tot 1990. In eerstgenoemd jaar werd de tot dan toe onafhankelijke republiek Letland door de Sovjet-Unie geannexeerd en kreeg het de naam Letse SSR met de Opperste Sovjet als vervanging voor de Saeima. In laatstgenoemd jaar werd de Opperste Sovjet vervangen door de Opperste Raad van Letland (die louter wetgevende bevoegdheden kende) en in 1992 werd vervangen door de Saeima. Verkiezingen voor de Opperste Sovjet vonden om de vier, sinds 1978 om de vijf jaar plaats en het parlement kwam twee sessies per jaar bijeen De laatste verkiezingen voor de Opperste Sovjet vonden in het voorjaar van 1990 plaats.
Tussen de zittingen van de Opperste Sovjet in, nam het Presidium van de Opperste Sovjet het dagelijks bestuur waar. De voorzitter van het Presidium was het hoofd van de Letse SSR. Het Presidium werd in 1990 ontbonden. De bevoegdheden van de voorzitter van het Presidium werden deels overgeheveld naar de voorzitter van de Opperste Raad.

## Voorzitters (van het Presidium) van de Opperste Sovjet
| Voorzitter                                          | Begin termijn    | Einde termijn    |
| --------------------------------------------------- | ---------------- | ---------------- |
| Voorzitter van het Presidium van de Opperste Sovjet |                  |                  |
| Augusts Kirchenšteins                               | 25 augustus 1940 | 11 april 1952    |
| Kārlis Ozoliņš                                      | 11 april 1952    | 27 november 1959 |
| Jānis Kalnbērziņš                                   | 27 november 1959 | 5 mei 1970       |
| Vitālijs Rubenis                                    | 5 mei 1970       | 20 augustus 1974 |
| Pēteris Strautmanis                                 | 20 januari 1974  | 22 juni 1985     |
| Jānis Vagris                                        | 22 juni 1985     | 6 oktober 1988   |
| Anatolijs Gorbunovs                                 | 6 oktober 1988   | 3 mei 1990       |
| Voorzitter van de Opperste Raad (1990-1993)         |                  |                  |
| Anatolijs Gorbunovs                                 | 3 mei 1990       | 1993             |
| Bron: WSM                                           |                  |                  |